# Plac Konstytucji 3 Maja 1

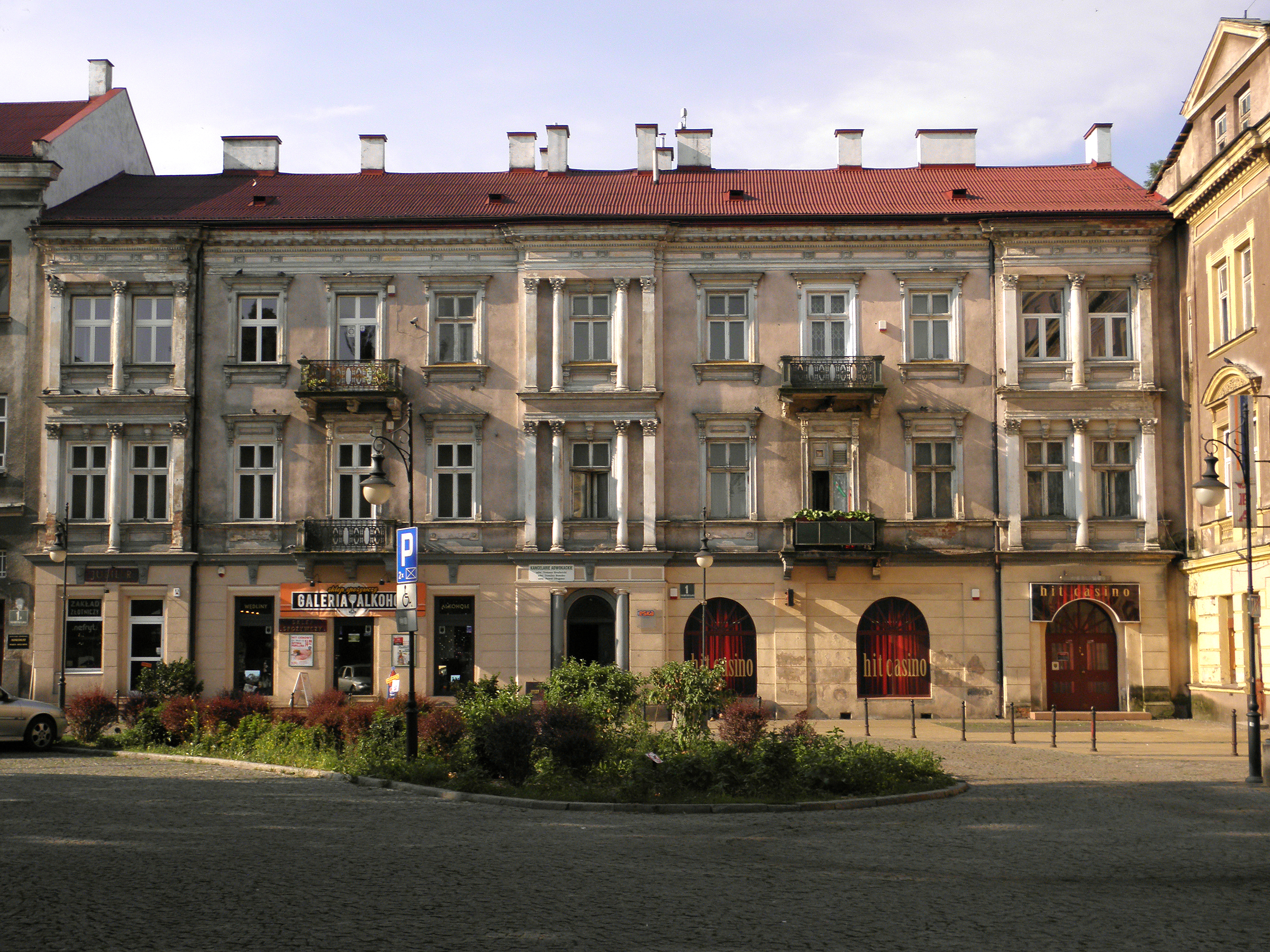
Gesamtansicht von Norden (2012)

Plac Konstytucji 3 Maja 1 ist das denkmalgeschützte Gebäude der ehemaligen Cukiernia B. Przybytniewski (deutsch Konditorei) in Radom in der Woiwodschaft Masowien in Polen. Das Bürgerhaus wurde 1890 im historistischen Stil errichtet und steht in der Stadtmitte am Plac Konstytucji 3 Maja Nummer «1».

## Lage
Der Plac Konstytucji 3 Maja ist ein zentraler Platz der Industriestadt Radom. Das ehemalige Hotel Europejski bildet mit dem ehemaligen Pałac Karschów i Wickenhagenów (Palais Karsch und Wickenhagen, Nummer «5») die Westseite des Platzes. Im Norden grenzt er an die Żeromski-Straße. Der Platz wird durch die freistehende Garnisonskirche Św. Stanisława Biskupa geprägt, ehemals die griechisch-katholische Kirche St. Nikolaus. Das Gebäude mit der Nummer «1» schließt sich rechtwinklig an das Hotel Europejski an. Das östlich angrenzende Nachbargebäude, ein Eckhaus zur Piłsudski-Straße, wird durch eine Bank bzw. Sparkasse genutzt. Nahezu alle Gebäude am Platz stehen unter Denkmalschutz.

## Geschichte
Radom war im Weichselgebiet des Russischen Zarenreiches ein bedeutender Verwaltungssitz und Sitz militärischer Institutionen. Die Stadt hatte sich zudem in der zweiten Hälfte des 19. Jahrhunderts dynamisch zu einem Wirtschafts- und Industriezentrum entwickelt. Die Industriellen und Gerbereibesitzer Teodor Karsch (1843–1903) und Franciszek Wickenhagen ließen von 1881 bis 1882 das „monumentale“ Mietshaus am damaligen, nach der griechisch-katholischen Kirche benannten, plac Cerkiewny errichten. Vorbild waren die Stadtpalais von Łódźer Industriellen und das Palais Kronenberg in Warschau. Der Apotheker Feliks Łagodziński wurde Schwiegersohn Karschs und übernahm die Apotheke Knabe im Erdgeschoss des Palais. Die Familie Łagodziński ließ 1890 südlich das „Hotel Europejski“ anbauen, es war noch in den 1980er Jahren noch das führende Hotel der Stadt.
Im ebenfalls 1890 erbauten Nachbarhaus eröffnete der 1890 geborene Bolesław Przybytniewski im Jahr 1918 seine Konditorei. Bald nach der Eröffnung dehnte er seine Aktivitäten auf zusätzliche Räume im Erdgeschoss des Hotels Europejski aus, in denen ein Café und ein Restaurant eingerichtet wurden. Die Konditorei und das Café waren bei den Bürgern der Stadt sehr beliebt. Zu den Spezialitäten gehörten Kuchen mit Rosenfüllung. Der Konditor führte 1926 tägliche Konzertveranstaltungen ein. Bei einer Leistungsschau in der Kongresshalle präsentierte Przybytniewski 1932 einen Turm aus Zucker, einen Tunnel aus Schokolade, einen Zug und eine Bahnwärterbude. Der Konditor organisierte auch Wohltätigkeitsveranstaltungen, bei denen Geld für Arbeitslose, Flutopfer, Sommercamps für Kinder oder den Bau einer Berufsschule durch den Mädchenschutzverein gesammelt wurde. Przybytniewski hatte umfangreichen Grundbesitz an der ulica Bolesława Prusa, wo er ein modernes Wohnhaus für seine sechsköpfige Familie errichten ließ.
Während der deutschen Besetzung von 1939 bis 1945 wurden Polen aus der Radomer Innenstadt vertrieben und das Stadtzentrum als Viertel „Nur für Deutsche“ deklariert. Die Restaurant-Bar-Konditorei am Adolf Hitler-Platz 1/3 erhielt den Namen Zur Kanne (polnisch Pod Dzbanem). Im benachbarten Palais Karsch befanden sich Dienststellen und Büros der Betriebsdirektion der Deutschen Ostbahn. Bolesław Przybytniewski wurde 1940 verhaftet und in das KZ Auschwitz deportiert (Lagernummer 8492), wo er 1942 umkam. Seine Frau Maria Przybytniewska führte das Unternehmen weiter. Ihre dritte Tochter übernahm die Konditorei nach dem Zweiten Weltkrieg, aber das Geschäft lief nicht gut und wurde bald verkauft. Das Restaurant und das Hotel Europejski wurden durch staatliche Betriebe weitergeführt.
Nach dem Systemwechsel in Polen wurde das Erdgeschoss durch verschiedene Läden und Büros genutzt.

## Rezeption
Der Autor Adam Hollanek (1922–1998) schildert in seinem 1991 erschienenen Roman Ja z Łyczaków, wie er in den ersten Septembertagen 1939 mit vielen Bewohnern des Hauses vor deutschen Bombenangriffen Schutz suchte.

## Beschreibung

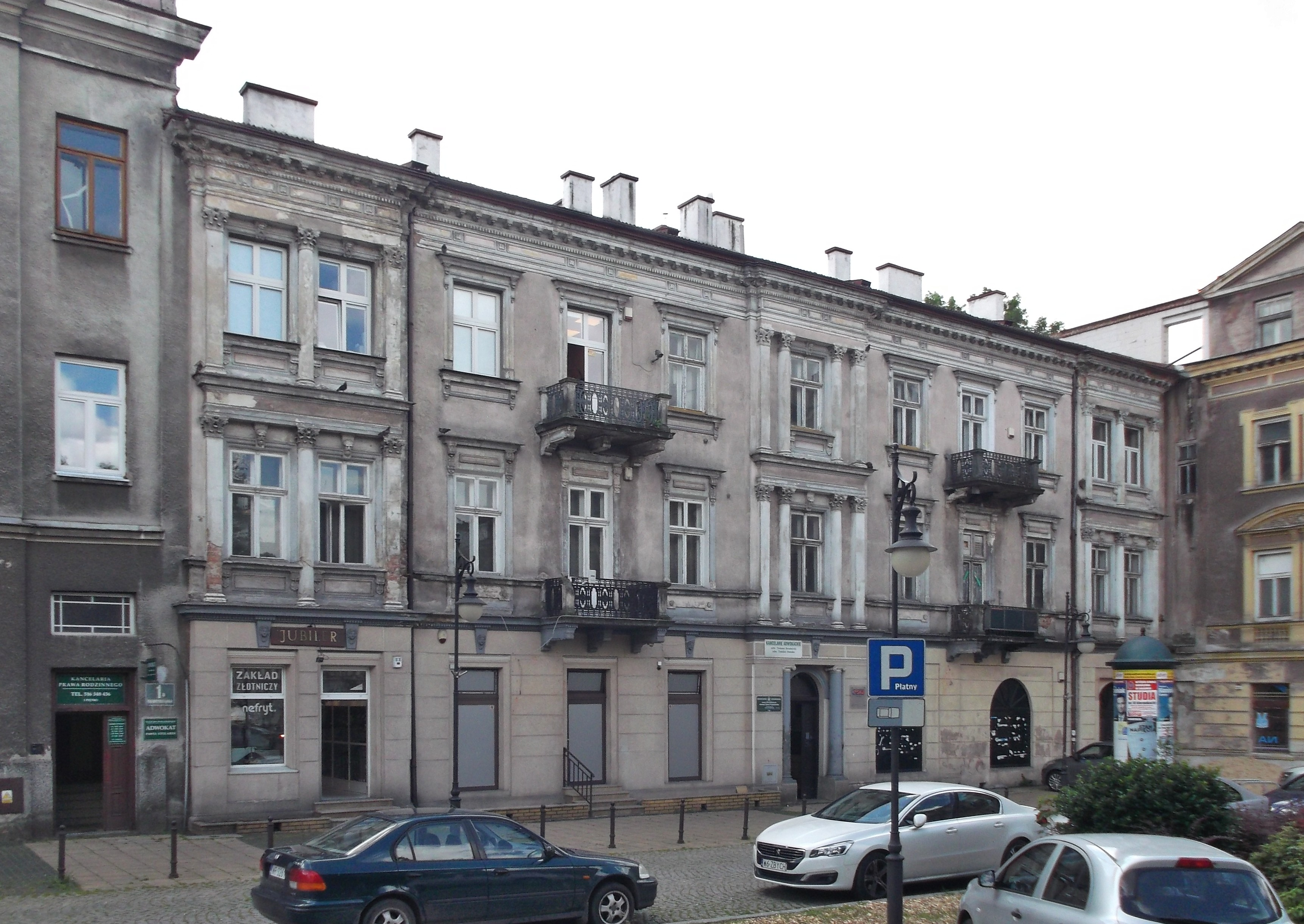
Zustand 2020

Das Gebäude im Stil des Historismus, mit Elementen von Neoklassizismus und Neorenaissance, ist ein dreigeschossiger Bau mit elf Fensterachsen über einem rechteckigen Grundriss. Die Fassade des Bauwerks ist reich gegliedert. Die Risalite erstrecken sich über drei Geschosse. Der Mittelrisalit zeigt eine Achse, die in den Obergeschossen von Säulenpaaren flankiert wird. Die beiden Seitenrisalite zeigen jeweils drei Säulen und zwei Fensterachsen. Die ursprüngliche Symmetrie des Hauses wurde durch Umbauten des Erdgeschosses gestört. Die drei Rundbögen westlich des Haupteingangs sind vermutlich jüngeren Datums.
Das Gebäude wurde am 5. Januar 1984 unter der Nummer 233/A/84 mit dem Nachbarhaus (234/A/84) in die nationale Denkmalliste der Woiwodschaft eingetragen. Zudem besteht Ensembleschutz unter den Nummern 314 vom 1. Dezember 1956, 535/A vom 29. Dezember 1969 und 410/A/89 vom 14. September 1989.